# 순원왕후
순원왕후 김씨(純元王后 金氏, 1789년 6월 8일 (음력 5월 15일) ~ 1857년 9월 21일 (음력 8월 4일))는 조선 제23대 왕인 순조의 정비(正妃)이자 문조(효명세자, 文祖)의 어머니이며 헌종의 할머니이다. 본관은 신안동(新安東)이다. 정식시호는 명경문인광성융희정렬선휘영덕자헌현륜홍화신운수목예성홍정순원왕후(明敬文仁光聖隆禧正烈宣徽英德慈獻顯倫洪化神運粹穆睿成弘定純元王后)이며 영안부원군(永安府院君) 김조순과 청양부부인 심씨(靑陽府夫人 沈氏) 사이에서 태어났다.
1800년 당시 세자였던 순조의 빈으로 간택되었으나 국혼 도중 정조가 사망하고 그후 순조 2년 왕비로 책봉되었다. 순조 사후에는 손자 헌종의 수렴청정을 하였고, 헌종 사후에는 순조의 서사촌 이광의 서자 이원범을 순조의 양자로 입승대통시켜 철종으로 즉위하고 수렴청정을 하였고, 철종비와 헌종비를 자신의 가문에서 간택하였다. 그가 지은 33통의 언문편지가 전하여 당시의 한글 용법에 대한 자료로 활용되고 있다.

## 생애

### 생애 초반

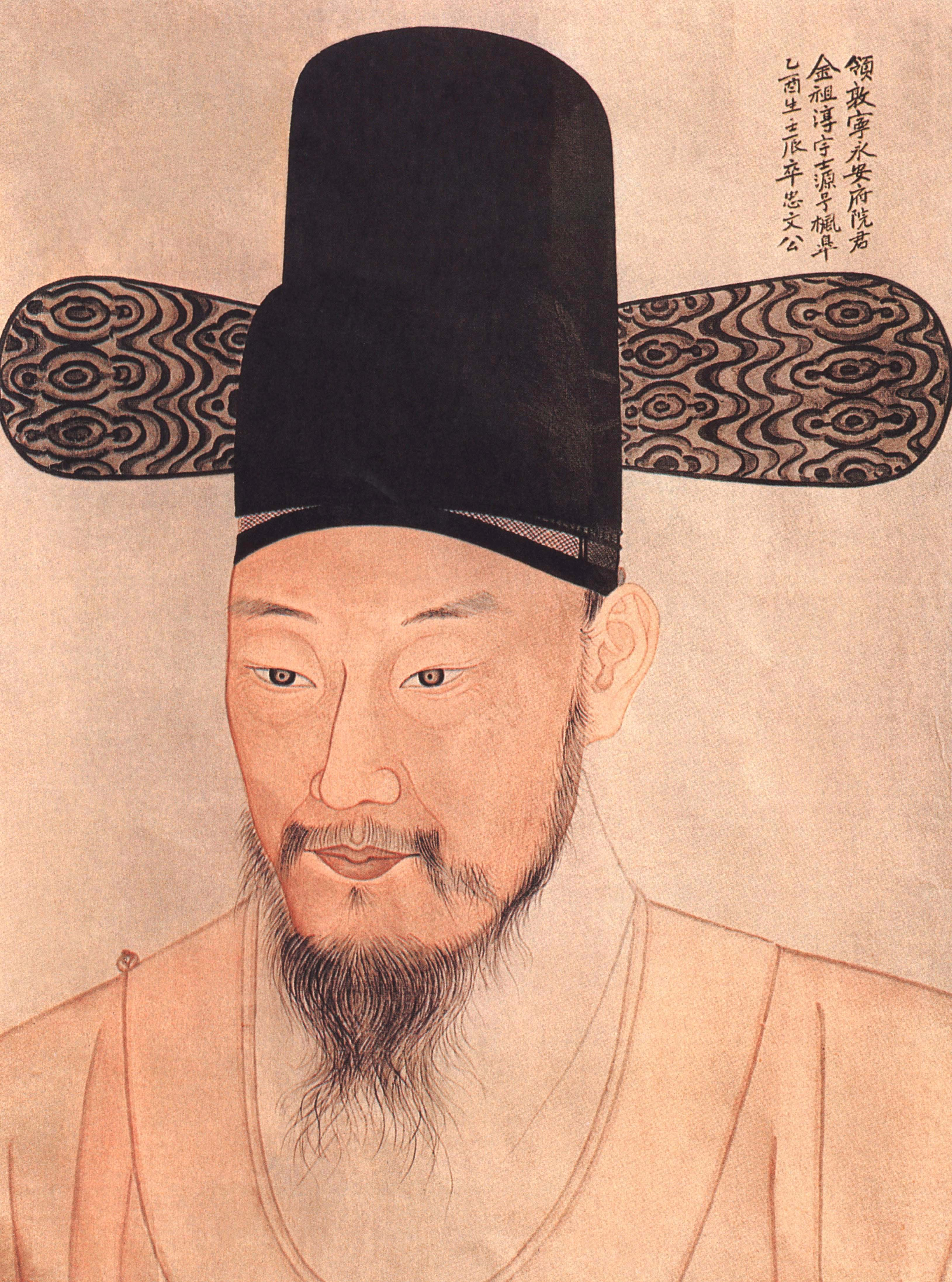
순원왕후의 아버지인 김조순

1789년 6월 8일(음력 5월 15일)에 김수항과 김창집의 후손인 김조순과 심건지의 딸 청송 심씨의 딸로 태어났다. 그녀의 외조부 심건지는 심온·심강·심의겸의 후손으로 이조판서 심택현의 손자이며 예조판서 심풍지의 형이다. 또한, 심건지는 영조 부마 청성위 심능건의 오촌당숙이었고, 그녀의 왕비 최종간택을 방해한 노론 벽파의 영수 심환지와는 육촌지간이었다. 《자세한 가족관계는 심이지 참조》 친정어머니 청양부부인 청송 심씨(靑陽府夫人 靑松沈氏)의 오빠 심능적은 저명한 배우 심영의 5대조가 된다. 그녀의 친정 집안은 안동 김씨였지만 노론 내 시파 계열이자 정조의 최측근으로 활약한 아버지 김조순의 영향으로 당시 왕세자였던 순조의 유력한 세자빈으로 떠올랐고 초간택과 재간택을 거쳐 사실상 세자빈으로 확정되었으나, 정조가 갑작스럽게 승하하자(1800년) 최종적인 삼간택이 미루어졌고 정순왕후와 심환지의 방해속에 결국 순조 즉위 2년 뒤에 왕비로 책봉되었다.(10월 2일 (음력 9월 6일))
정사가 아닌 민간 전승에 따르면 정조는 어느날 밤에 꿈을 꾸었고 생부 사도세자가 나타나 김조순의 딸을 선택하라는 계시를 하였다. 또한 세자인 순조가 김조순의 집을 방문했다가 순원왕후를 보고는 마음에 두어, 환궁 후 정조에게 김조순의 딸이 아니면 장가를 가지 않겠다고 정조에게 청하였고, 어린 아들에게 후견인이 필요하다고 본 정조는 옳다 여기고는 그걸 받아들였다고도 한다. 한편 김관주, 권유 등의 그의 국혼을 반대하였는데, 국혼이 진행되는 도중 정조가 갑작스럽게 사망하고 국혼은 진행되었다.

### 입궐 이후
대왕대비인 정순왕후가 수렴청정을 거두고(1804년 2월 9일 (1803년 음력 12월 28일), 순조의 친정이 선포되자 순조의 장인이자 순원왕후의 아버지인 영안부원군(永安府院君) 김조순은, 그때까지 정순왕후와 함께 권력을 쥐고 있던 김관주를 비롯한 경주 김씨의 벽파를 대규모로 숙청하고 김이익(金履翼)과 김이도(金履度) 등의 안동 김씨 시파를 등용하였는데 이들 중에는 천주교 신자들이 많아 정순왕후 집권 이후 계속된 천주교 박해는 다소 완화되었다. 그러나 이 대규모 숙청은 안동 김씨 세도정치의 시발점이 되었다. 이후 순원왕후는 1809년에 맏아들인 효명세자를 낳았는데 효명세자는 어릴때부터 총명하여 순조의 많은 귀여움을 받았다. 당시 순조는 안동 김씨의 세력을 견제하기 위해 1819년, 풍양 조씨인 조만영의 딸을 효명세자의 세자빈으로 맞아들였는데 훗날의 신정왕후이다.
1827년, 순조는 효명세자로 하여금 대리청정을 하게 하였는데 이 대리청정 기간 동안 효명세자는 현재(賢材)를 등용하고 형옥(刑獄)을 신중하게 하는 등의 선정을 베풀었으나 1830년, 대리청정 4년 만에 갑작스럽게 급사하였고 1834년에는 순조마저 승하하자 당시 8세였던 왕세손이 헌종으로 즉위하게 되었다. 헌종이 즉위하자 효명세자를 익종으로 추존하고 순원왕후는 대왕대비가 되어 신정왕후 대신 그가 수렴청정을 하게 되었는데, 헌종의 왕비를 자신의 친척인 김조근의 딸로 맞아들였으니, 이가 헌종의 정비인 효현왕후이다.

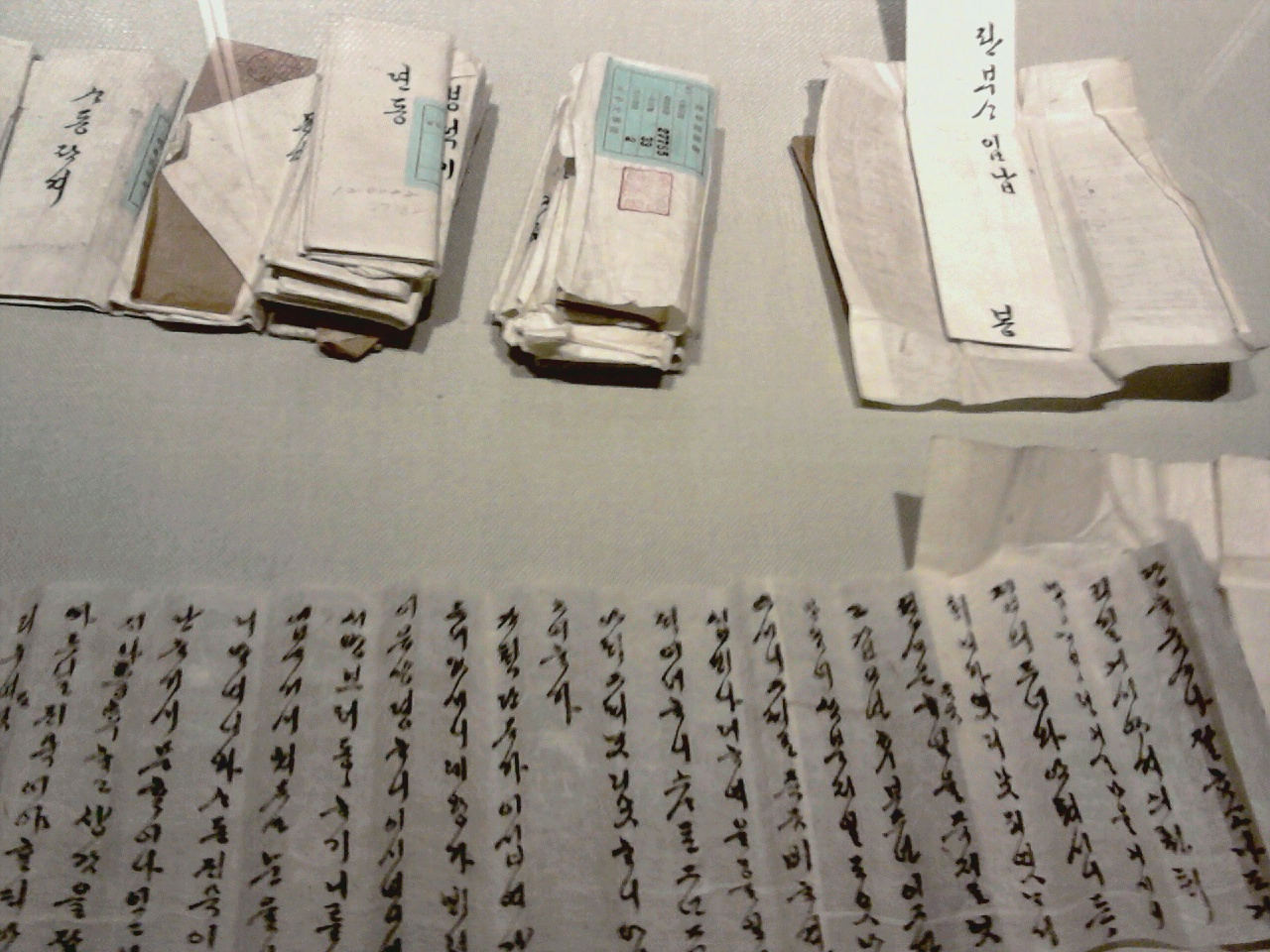
순원왕후어필봉서.

순원왕후의 한글편지

그러나 1849년, 헌종이 후사 없이 승하하자 그녀는 친가인 안동 김씨 세력과 결탁하여 장헌세자의 서자이자 정조의 이복동생인 은언군 이인의 서손자로 작호가 없던 원범(元範)을 강화도에서 궁으로 데려와 덕완군(德完君)으로 책봉하고 자신과 순조의 양자로 입적하여 즉위시키니 조선의 제25대 왕인 철종이다. 그는 철종 즉위 이후 철종의 생조부 은언군 내외의 복권과 함께 은언군 일가에 관련된 실록 등의 자료의 세초를 지시한다.
그는 안동 김씨의 60년 세도정치를 이어나간 것으로 알려져있으나, 왕가 일원으로서 안동 김문과 어느정도 거리를 두려고 노력했다. 철종을 즉위시킨 뒤에 그녀가 철종의 왕비를 다시금 안동 김씨인 김문근의 딸(철인왕후)로 맞아들였다고 알려져있으나, 그녀의 언문어찰을 보면 오히려 지나친 권력집중을 꺼려 반대한 것을 알 수 있다. 안동 김씨의 세도정치가 절정에 달하던 1857년 9월 21일(음력 8월 4일), 창덕궁 양심합(養心閤)에서 69세를 일기로 승하하였다.

### 사후

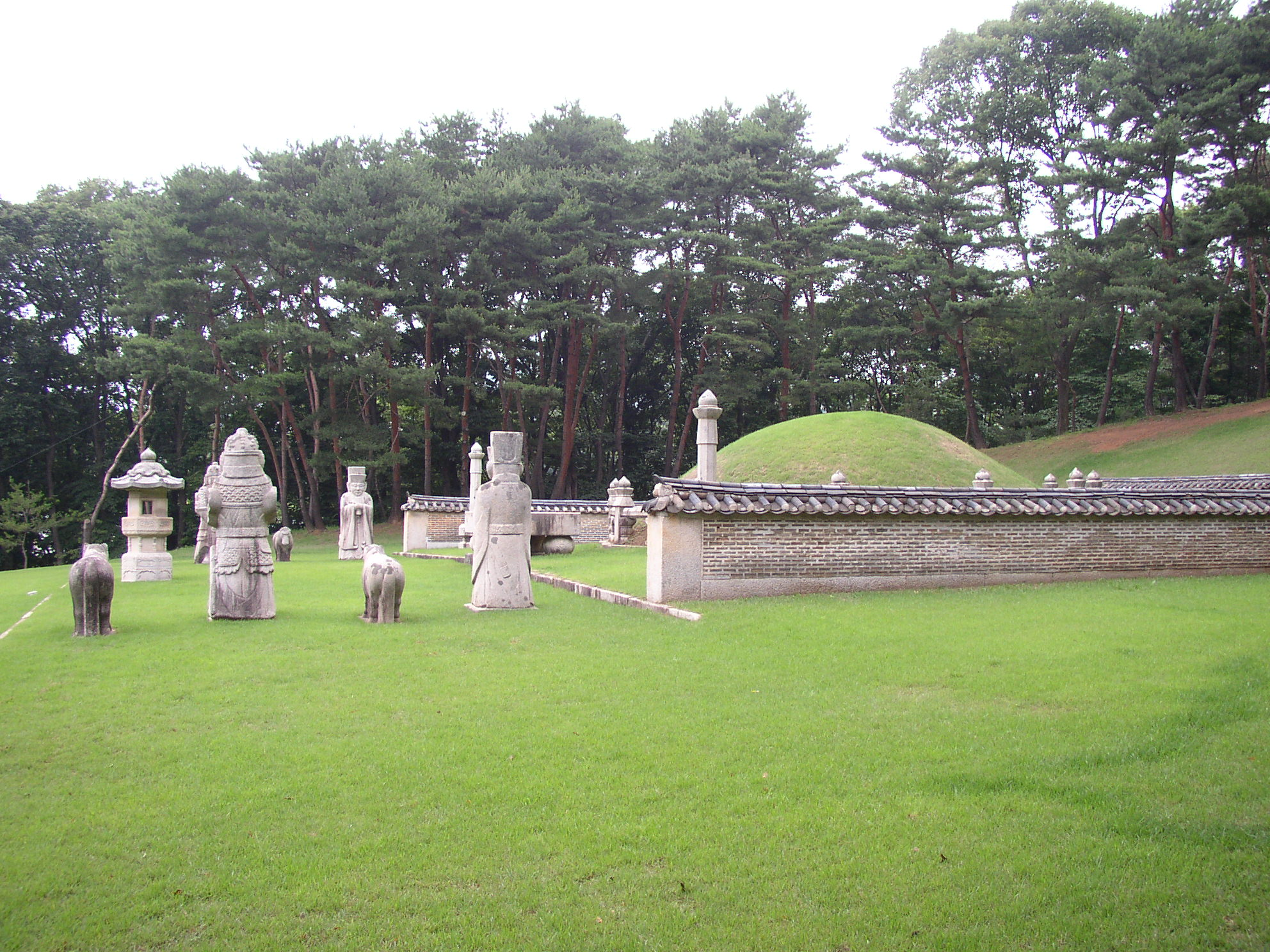
순조와 순원왕후가 묻힌 인릉

능은 서울특별시 서초구에 위치한 인릉(仁陵)으로 남편인 순조와 합장되어 있다.
이후 대한제국 광무(光武) 4년(1900년)에 남편 순조가 순조숙황제(純祖肅皇帝)로 추존되자 그녀도 함께 순원숙황후(純元肅皇后)로 추존되었고 순조와 순원왕후의 인릉에는 '대한 순조숙황제 인릉 순원숙황후 부좌(大韓 純祖肅皇帝 仁陵 純元肅皇后 祔左)'라는 묘비가 새로 세워졌다.
대표적인 문화재로는 33통의 편지로 구성된 《순원왕후어필봉서》(純元王后御筆封書)가 있는데 가문에 대한 애틋한 감정과 당대 정치에 대한 관심 등을 표현하였고 글씨도 우아한 궁체(宮體)로 되어 19세기 한글 편지의 특징과 언어, 서체 이해에 소중한 자료가 된다.

## 저작
- 《순원왕후어필봉서》(純元王后御筆封書) 33통

## 가족 관계
| 조선의 왕비 대한제국의 추존 황후 | 순원숙황후 김씨 純元肅皇后 金氏 | 출생                                 | 사망                                                           |
| 조선의 왕비 대한제국의 추존 황후 | 순원숙황후 김씨 純元肅皇后 金氏 | 1789년 5월 28일 (음력 5월 15일) 조선 | 1857년 9월 9일 (음력 8월 4일) (68세) 조선 한성부 창덕궁 양심합 |

|    |                                     | 본관 | 생몰년          | 부모                              | 비고                    |
| -- | ----------------------------------- | ---- | --------------- | --------------------------------- | ----------------------- |
| 부 | 영안부원군 김조순 永安府院君 金祖淳 | 안동 | 1765년 - 1832년 | 김이중 金履中 평산 신씨 平山 申氏 |                         |
| 모 | 청양부부인 심씨 靑陽府夫人 沈氏     | 청송 | 1766년 - 1828년 | 심건지 沈健之 전주 이씨 全州 李氏 | 심풍지(沈豊之)의 조카딸 |

| 조선 제23대 국왕 대한제국의 추존 황제 | 순조 숙황제 純祖 肅皇帝 | 출생 | 1790년 7월 18일 (음력 6월 18일) 조선 한성부 창경궁 집복헌         |
| 조선 제23대 국왕 대한제국의 추존 황제 | 순조 숙황제 純祖 肅皇帝 | 사망 | 1834년 12월 1일 (음력 11월 13일) (44세) 조선 한성부 경희궁 회상전 |

| 작호 | 작호                                                        | 이름            | 생몰년                      | 배우자                                            | 비고                                                            |
| ---- | ----------------------------------------------------------- | --------------- | --------------------------- | ------------------------------------------------- | --------------------------------------------------------------- |
| 장남 | 효명세자 孝明世子 문조 익황제 文祖 翼皇帝 익종대왕 翼宗大王 | 영 旲           | 1809년 - 1830년             | 신정익황후 조씨 神貞翼皇后 趙氏 신정왕후 神貞王后 | 제24대 국왕 헌종의 아버지 조선의 추존 국왕 대한제국의 추존 황제 |
| 장녀 | 명온공주 明溫公主                                           |                 | 1810년 - 1832년             | 동녕위 김현근 東寧尉 金賢根                       |                                                                 |
| 차녀 | 복온공주 福溫公主                                           | 1818년 - 1832년 | 창녕위 김병주 昌寧尉 金炳疇 |                                                   |                                                                 |
| 차남 | 대군 大君                                                   | 1820년 - 1820년 |                             |                                                   |                                                                 |
| 삼녀 | 덕온공주 德溫公主                                           | 1822년 - 1844년 | 남녕위 윤의선 南寧尉 尹宜善 |                                                   |                                                                 |
|      |                                                             |                 |                             |                                                   |                                                                 |
| 양자 | 철종 장황제 哲宗 章皇帝 철종대왕 哲宗大王 덕완군 德完君     | 변 昪           | 1831년 - 1864년             | 철인장황후 김씨 哲仁章皇后 金氏 철인왕후 哲仁王后 | 제25대 국왕 대한제국의 추존 황제                                |

| 효명세자          | 명온공주      | 복온공주 | 덕온공주      | 철종대왕          |
| ----------------- | ------------- | -------- | ------------- | ----------------- |
| 헌종대왕 憲宗大王 | 김병찬 金炳瓚 |          | 윤용구 尹用求 | 영혜옹주 永惠翁主 |

## 관련 작품
- 2016년 KBS2 드라마 《구르미 그린 달빛》 - 한수연[주해 1]
- 2020년 TVN 드라마 《철인왕후》 - 배종옥

## 참고 문헌
- 춘추관 관원들 (1838). 《순조실록》.

### 주해
1. ↑  실제 순조의 왕비는 순원왕후 한 사람이지만 해당 작품에서는 중전 윤씨와 중전 김씨, 두 사람인 것으로 설정하였다. 효명세자의 생모라는 점에서는 중전 윤씨가, 성이 김씨라는 점에서는 중전 김씨 캐릭터가 순원왕후와 부합한다.

| 전임 효의왕후 | 조선 역대 왕후 1802년 ~ 1834년 | 후임 효현왕후 (신정왕후) |